# 十九人
十九人（じゅうきゅうにん）は、ASH&Dコーポレーションに所属する日本の男女お笑いコンビ。
大学卒業後、フリー期間を経て、2022年9月1日付けで現在の事務所に所属。

## メンバー
ゆッちゃんｗ（1997年9月9日 - ）（27歳）
- ボケ担当、立ち位置は向かって左。女性。
- 姓名判断により「ゆっちゃん」に4画足して「ゆッちゃんw」という芸名にしている。
- 北海道出身。
- 立命館慶祥高等学校、立命館大学政策科学部卒業（一年留年）。
- 身長167 cm。
- 一人称は僕。
- 苦手なものは、白米、薬味、生魚。
- 中学時代は合唱部、高校時代は演劇部に所属していた。
- 英語検定2級を取得している。
- 舞台衣装は「Jyuukyu ninn」と描かれたオリジナルTシャツ（絵はゆッちゃんｗ自身が担当）にジーパン、スニーカー姿である。
- 両親と仲が良い。
- 憧れの芸人は磁石。初共演の際には、舞台上で単独ライブのDVDを持参した。

松永 勝忢（まつなが まさとし、1997年10月29日 - ）（27歳）
- ツッコミ担当、立ち位置は向かって右。男性。
- 「勝忢」は芸名であり、「忢」は人名用漢字ではない。
- 大阪府出身。
- 立命館高等学校、立命館大学国際関係学部卒業。
- 身長165 cm。
- 姉が2人おり、現在は姉1人と相方、猫1匹（さすけ）と3人で同居している（「十九人ハウス」）。
- 音楽に造詣が深い。DJとして活動する際の名義は「DJプロペラトルティーヤ」。
- 高校時代は演劇部に所属しており、主演した演劇で関西2位の成績を収め、全国大会に出場したことがある。また、「ハイスクールマンザイ」に出場したことがある。
- ポケモンカード公認ジャッジの資格を持っている。
- 好きなアニメキャラクターはすーぱーそに子。
- 好きな飲み物はドクターペッパー。

## 来歴
立命館大学の演劇サークル「劇団YAOYORO'S」で出会い、在学中の2018年4月にコンビ結成。コンビ名の由来は松永が10月生まれでゆッちゃんｗが9月生まれのため、その二つの数字を組み合わせたもの。
2019年に「お笑いサークル団体戦 NOROSHI」で、スティックパンを食べて失格となったことがある。同年に出場した「ガチでプロが審査する学生お笑いNo.1決定戦『ガチプロ2019』」では、審査員を務めていた大竹涼太（当時、ASH&Dコーポレーションマネージャー）から直接スカウトを受けた。大阪での学生芸人時代には、当時フリーであった傀儡兄弟（現・例えば炎）らとともに活動していた。
2020年に大学を卒業して上京。フリーでの活動を経て、2022年9月1日付けでASH&Dコーポレーションの所属となった。「アマチュア時代に出会った人もいるのでなかったことにしたくない」という二人の意向から、大学在学中の2018年から芸歴をカウントしている。
上京後は、ゆッちゃんｗ、松永、松永の実姉の3名で同居している。松永の姉は、Xにて「同居人」というアカウント名で十九人の情報を発信している。

## 芸風
演じるのは主に漫才。
ボケのゆッちゃんｗの奇矯な言動や行動に、ツッコミの松永が振り回されたり、静観していく構成のネタが多い。
その独特な芸風から観る人によって好き嫌いが極端に分かれ、ゆッちゃんｗ曰くM-1グランプリ2024の準決勝は観客の半分が爆笑し、もう半分は怒りの表情であったとのこと。
ネタは松永が主にまとめるが、コント以外では台本は制作せず、二人で動きながら作っていくスタイルである。
漫才では松永が「松永くんと」と言った後に、ゆッちゃんｗが「僕ゆッちゃんｗ」と言うお決まりの挨拶が存在する。
コンビ名の由来について聞かれた際、実際にメンバーが19名おり、この2名がたまたま舞台に上がっているのだと、とぼけて回答することがある。

## 出囃子
- Earth, Wind & Fire「September '99」

## 賞レースなどでの戦績
| 年度（回）       | 結果         | エントリー No. | 会場                        | 日程     |
| ---------------- | ------------ | -------------- | --------------------------- | -------- |
| 2018年（第14回） | 1回戦敗退    | 1965           | 大丸心斎橋劇場              | 8月24日  |
| 2019年（第15回） | 2回戦進出    | 2019           | 朝日生命ホール              | 10月8日  |
| 2020年（第16回） | 1回戦敗退    | 1396           | シダックスカルチャーホールA | 8月4日   |
| 2021年（第17回） | 1回戦敗退    | 681            | シダックスカルチャーホールA | 8月3日   |
| 2022年（第18回） | 3回戦進出    | 2537           | よしもと有楽町シアター      | 10月30日 |
| 2023年（第19回） | 準々決勝進出 | 2523           | ルミネtheよしもと           | 11月21日 |
| 2024年（第20回） | 準決勝進出   | 1479           | NEW PIER HALL               | 12月5日  |

| 年度（回） | 結果         | 会場                        | 日程    |
| ---------- | ------------ | --------------------------- | ------- |
| 2022年     | 1回戦敗退    | シダックスカルチャーホールA | 1月15日 |
| 2023年     | 準々決勝敗退 | ルミネtheよしもと           | 2月2日  |

- おもしろ荘2025 - 第3位

## 出演

### テレビ
- ぴったり にちようチャップリン（テレビ東京、2023年1月28日[15]）
- ネタポン（テレ朝チャンネル1[16]）
- チャンスの時間（ABEMA、2024年1月21日[17]、2月11日〈ゆッちゃんｗのみ〉[18]）
- ネタパレ（フジテレビ、2024年2月16日[19]）
- ゴッドタン（テレビ東京、2024年3月23日）
- おもしろ荘（日本テレビ、2024年12月31日〜2025年1月1日）
- 白黒アンジャッシュ（千葉テレビ、2025年5月20日、27日）

### ラジオ
- 大竹まこと ゴールデンラジオ（文化放送、2023年1月19日[20]） - 「大竹メインディッシュ」コーナー
- 十九人の週末は踊る（Artistspoken、2024年5月4月 - )[21]
- 星野源のオールナイトニッポン（ニッポン放送、2025年3月12日。ゲストで出演予定だったが、体調不良で休演した星野源に代わり、進行を担当。他に前後番組を担当する高橋文哉、あのが出演）[22]